# أجاريا
أجاريا هي منطقة سياسية إدارية تتمتع بالحكم الذاتي وتتبع لجمهورية جورجيا، تبلغ مساحتها 2912 كم مربّع يسكنها حوالي 340,000 نسمة، تقع في الجنوب الغربي لجورجيا ولها حدود مع تركيا ولها واجهة بحرية على البحر الأسود عاصمتها باطوم أو باطومي الأجريون ينتمون لنفس المجموعة الإثنية واللغوية للجورجيين، منطقة جبلية مناخ ساخن ورطب حمضيات وتبغ وشاي، مناجع سياحية عديدة على البحر.

## التاريخ

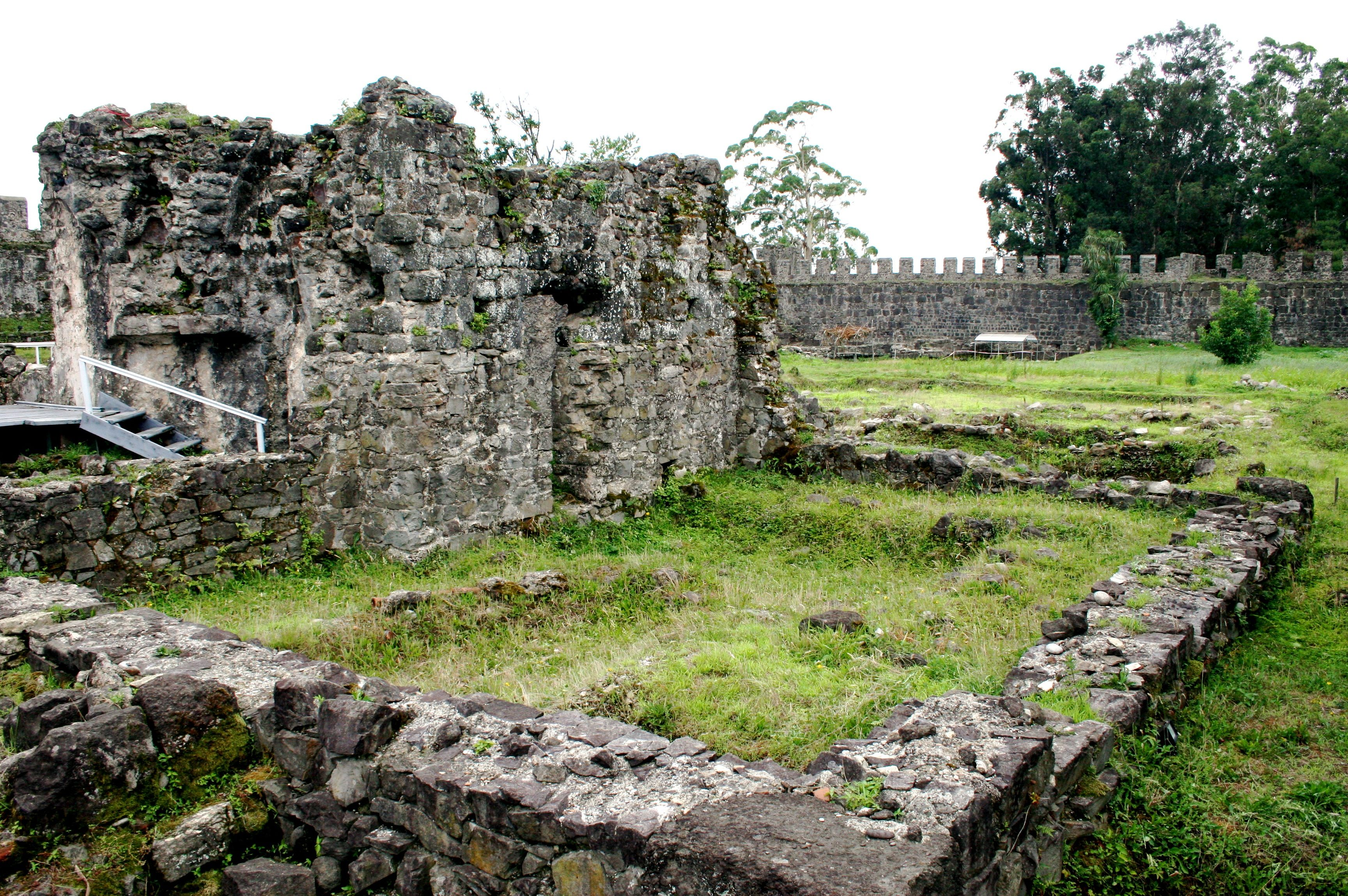
أنقاض قلعة جونيو.

كانت أجاريا جزءًا من كولخيس ومملكة إيبيريا منذ العصور القديمة. كانت كولخيس دولة نشطة، ونقطة انطلاق لطرق التجارة الهامة، ومجهزة بالجسور وتحميها الحصون. نشطت في صناعة الأسلحة والمجوهرات، وعرفت بثروتها وثقافتها.
استعمرها اليونانيون في القرن الخامس قبل الميلاد، ووقعت المنطقة تحت حكم روما في القرن الثاني قبل الميلاد ثم البيزنطيين. أصبحت جزءًا من مملكة لازيكا، وظهرت المسيحية هناك في وقت مبكر جدًا من القرن الأول، بفضل الرسل القديس أندراوس وسانت ماثيو، ثم دمجت في مملكة أبخازيا في القرن الثامن الميلادي، وقادت الأخيرة توحيد مملكية جورجيا في القرن الحادي عشر.
هيمن عليها العثمانيون عام 1614. اعتنق أهل أجاريا الإسلام تدريجياً في هذه الفترة.
بعد الحرب الروسية العثمانية (1877–1878)، وخرجت روسيا منتصرة وأجبرت العثمانيتن على التنازل عن أجاريا للإمبراطورية الروسية المتوسعة في معاهدة سان ستيفانو الموقعة في 3 مارس 1878، وصودق على هذا الضم في مؤتمر برلين. وشكلت أجاريا منطقة باطوم التي اندمجت في ولاية كوتايس. أصبحت مفترق طرق تجاريًا وشهدت طفرة صناعية، مدعومة بتطوير ميناء باطوم، المرتبط حاليا بباكو عن طريق السكك الحديدية وخط أنابيب النفط.
بعد احتلال مؤقت من قبل القوات التركية والبريطانية في 1918 – 1920، أصبحت أجارا جزءًا من جمهورية جورجيا الديمقراطية في عام 1920، بعد صراع عسكري قصير في مارس 1921، تنازلت حكومة أنقرة عن الإقليم لجورجيا بموجب المادة السادسة من معاهدة قارص بشرط توفير الحكم الذاتي للسكان المسلمين. وهكذا أصبحت أجاريا في 16 يوليو 1921، أي بعد خمسة أشهر من غزو الجيش الأحمر لجورجيا، الكيان الإقليمي الوحيد للاتحاد السوفيتي الذي تأسس على أساس ديني وغير عرقي، تحت اسم جمهورية أدجارا الاشتراكية السوفيتية المتمتعة بالحكم الذاتي (حتى عام 1937 كان الاسم أجارستان)، المرفقة إلى جمهورية جورجيا الإشتراكية السوفياتية، وبهذا بقيت أجاريا تحت لواء جورجيا، ولكن تتمتع بقدر كبير من الحكم الذاتي المحلي.

### جورجيا المستقلة
بعد تفكك الاتحاد السوفيتي في عام 1991، أصبحت أجاريا جزءًا من جمهورية جورجيا المستقلة حديثًا ولكنها منقسمة سياسيًا. لقد تجنبت الانجرار إلى الفوضى والحرب الأهلية التي عانت بقية البلاد بين عامي 1991 و 1993 بسبب الحكم الاستبدادي لزعيمها أصلان أباشيدزه. على الرغم من أنه نجح في الحفاظ على النظام في أجاريا وجعلها واحدة من أكثر المناطق ازدهارًا في البلاد، فقد اتُهم بالتورط في الجريمة المنظمة — ولا سيما التهريب على نطاق واسع لتمويل حكومته وإثراء نفسه. لم يكن للحكومة المركزية في تبليسي رأي يذكر فيما حدث في أجاريا أثناء رئاسة إدوارد شيفرنادزه.
تغيّر هذا بعد ثورة الزهور عام 2003 عندما تمت الإطاحة بشيفرنادزه لصالح زعيم المعارضة الإصلاحي ميخائيل ساكاشفيلي، الذي تعهد بقمع النزعة الانفصالية داخل جورجيا. في ربيع عام 2004، اندلعت أزمة كبيرة في أجاريا حيث سعت الحكومة المركزية إلى إعادة فرض سلطتها على المنطقة. ومع إنذار ساكاشفيلي باستعمال القوة والاحتجاجات الجماهيرية في باطومي ضد حكم أباشيدزه الاستبدادي أجبرت زعيم أجاريين على الاستقالة في 6 مايو 2004، وبعد ذلك ذهب إلى المنفى في روسيا. بعد الإطاحة بأباشيدزه، قُدم قانون جديد لإعادة تعريف شروط استقلالية أجاريا.[بحاجة لمصدر] خلف ليفان فارشالوميدزه أباشيدزه رئيسًا للحكومة.[بحاجة لمصدر]
في يوليو 2007، نقل مقر المحكمة الدستورية الجورجية من تبليسي إلى باطوم.
في تشرين الثاني (نوفمبر) 2007، أنهت روسيا وجودها العسكري الذي دام لقرنين من الزمان في جورجيا بالانسحاب من القاعدة العسكرية الثانية عشرة (الفرقة 145 بندقية آلية سابقة) في باطوم.
في أكتوبر 2012، بعد فوز الائتلاف المعارض «الحلم الجورجي» في الانتخابات التشريعية الوطنية والإقليمية، خلف أرتشيل خابادزي ليفان فارشالوميدزي كرئيس لجمهورية أجاريا المستقلة.
هناك عدة أسباب لاستعادة أجاريا مكانتها أخيرًا داخل الدولة الجورجية، على عكس المنطقتين الانفصاليتين الأخريين، أبخازيا وأوسيتيا الجنوبية. وفقًا لتوماس باليفيه، كان قانون الحكم الذاتي من إرث الحقبة السوفيتية، ولم يكن قائمًا على هوية أجارية مميزة. في الواقع، لا يوجد عنصر عرقي غير جورجي مهم في أجاريا. أما بالنسبة للهوية الدينية الإسلامية، وهي الأساس الرسمي للحكم الذاتي، فلم تكن ملحوظة أيضًا بعد سبعين عامًا من الإلحاد الذي فُرض في ظل النظام السوفيتي. و تُذكر سيلفيا سيرانون من جهتها بـ«عدم وجود حدود مشتركة مع روسيا، وقبل كل شيء، تطابق الأجاريون مع بقية الجورجيين».
لدى تركيا تأثير ملحوظ في أجاريا. يمكن رؤية التأثير التركي في اقتصاد المنطقة وفي الحياة الدينية - من خلال السكان المسلمين في المنطقة.

## القانون والحكومة

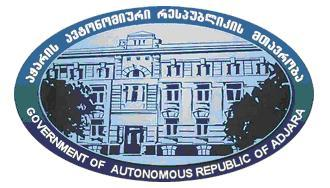
شعار مجلس الوزراء.

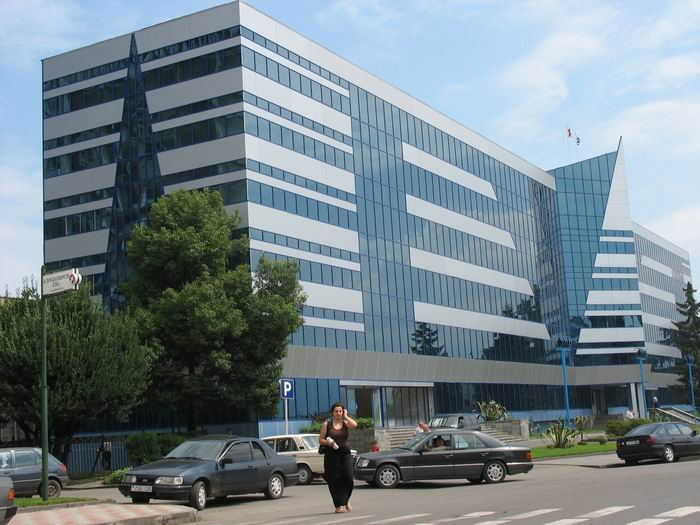
مبنى حكومي في باطوم.

حُدد وضع جمهورية أجاريا المتمتعة بالحكم الذاتي من خلال قانون جورجيا بشأن أجاريا والدستور الجديد للإقليم، الذي تم تبنيه بعد الإطاحة بأصلان أباشيدزه. الهيئة التشريعية المحلية هي البرلمان. يترشح رئيس حكومة المنطقة — مجلس وزراء أجاريا — قبل رئيس جورجيا الذي يتمتع أيضًا بسلطات حل الجمعية والحكومة ونقض السلطات المحلية في القضايا التي ينتهك فيها دستور جورجيا. زوراب باتريدزه هو الرئيس الحالي لحكومة أجاريا.
تنقسم أجاريا إلى ست وحدات إدارية:
| اسم                         | المساحة (كم2 ) | تعداد السكان            | تعداد السكان   |
| اسم                         | المساحة (كم2 ) | التعداد (17 يناير 2002) | التعداد (2014) |
| --------------------------- | -------------- | ----------------------- | -------------- |
| مدينة باطوم                 |                | 121٬806                 | 152٬839        |
| بلدية كده [الإنجليزية]      | 452            | 20٬024                  | 16٬760         |
| بلدية كوبوليتي [الإنجليزية] | 720            | 88٬063                  | 74٬794         |
| بلدية خلفاشوري [الإنجليزية] | 410            | 90٬843                  | 51٬189         |
| بلدية شواخيفي [الإنجليزية]  | 588            | 21٬850                  | 15٬044         |
| بلدية خولو [الإنجليزية]     | 710            | 33٬430                  | 23٬327         |

## الجغرافيا
تقع أجاريا على الساحل الجنوبي الشرقي للبحر الأسود وتمتد إلى السفوح المشجرة وجبال القوقاز الصغرى. يحدها من الشمال منطقة غوريا، ومن الشرق سامتسخه–جافاخيتي ومن الجنوب تركيا. تتكون معظم أراضي أجاريا إما من التلال أو الجبال. ترتفع أعلى قمة جبلية بأكثر من 3,000 متر (9,800 قدم) فوق مستوى سطح البحر. حوالي 60٪ من مساحة أجاريا مغطاة بالغابات. تغطي الغابات المطيرة المعتدلة أجزاء كثيرة من سلسلة جبال مسخيتي.
تنتمي جميع أنهار أجاريا إلى حوض البحر الأسود. إلى الجنوب ، يقع نهر شوروخي (بالجورجية: ჭოროხი)، الذي يدخل جورجيا بعد أن قطع بالفعل مسافة 400 كيلومتر في تركيا، ينتهي فيها بعد 26 كم فقط ، لكن رافده أجاريستسكالي (بالجورجية: ჭოროხი) هو أطول نهر في أجاريا. إلى الشمال ، يمثل نهر شولوكي (بالجورجية: ჩოლოქი) الحد الفاصل بين غيريا وأجاريا.

## المناخ
تشتهر أجاريا بمناخها الرطب (خاصة على طول المناطق الساحلية) وبطقسها الممطر لفترة طويلة، على الرغم من وجود أشعة الشمس بكثرة خلال أشهر الربيع والصيف. تتلقى أجاريا كميات من الأمطار أكثر من جورجيا والقوقاز. وهي أيضًا واحدة من أكثر المناطق المعتدلة رطوبةً في نصف الأرض الشمالي. لا توجد منطقة على طول ساحل أجاريا تستقبل أمطارًا أقل من 2,200 مليمتر (86.6 بوصة) في السنة. تستقبل المنحدرات التي تواجه الغرب من سلسلة جبال مسخيتي ‏ ما يزيد عن 4,500 مليمتر (177.2 بوصة) من الأمطار سنويًا. تتلقى الأراضي المنخفضة الساحلية معظم التساقط على شكل أمطار (بسبب المناخ شبه الاستوائي في المنطقة). شهري سبتمبر وأكتوبر هما عادة الأشهر الأكثر رطوبة. متوسط هطول الأمطار الشهري في باطوم لشهر سبتمبر هو 410 مليمتر (16.14 بوصة). الأجزاء الداخلية من أجاريا أكثر جفافاً من الجبال الساحلية والأراضي المنخفضة. عادة ما يجلب الشتاء تساقطًا كبيرًا للثلوج إلى المناطق العليا من أجاريا، حيث يصل تساقط الثلوج غالبًا إلى عدة أمتار. يتراوح متوسط درجات الحرارة في الصيف بين 22 و 24 درجة مئوية في المناطق المنخفضة و 17 و 21 درجة مئوية في المرتفعات. تتميز المناطق العالية لأجاريا بدرجات حرارة منخفضة. متوسط درجات الحرارة في فصل الشتاء ما بين 4 و 6 درجات مئوية على طول الساحل، بينما يبلغ متوسط درجات الحرارة في المناطق الداخلية والجبال المحيطة ما بين -3 و 2 درجة مئوية. يبلغ متوسط درجات الحرارة في بعض جبال أجاريا العالية -8 درجة مئوية.

## الاقتصاد

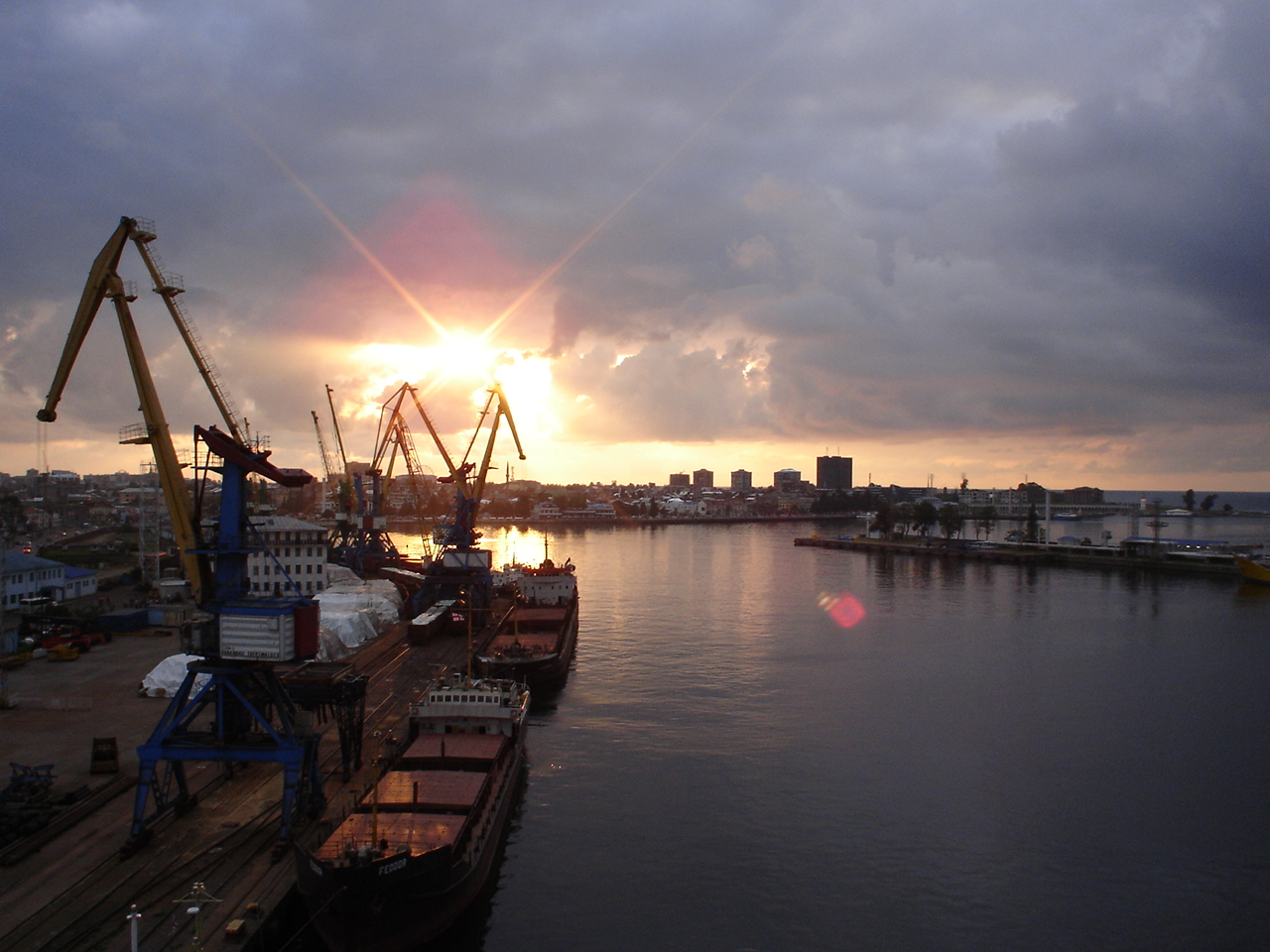
ميناء باطوم

تمتلك أجاريا أرضًا جيدة لزراعة الشاي والحمضيات والتبغ. تتميز المنطقة الجبلية والغابات بمناخ شبه استوائي، حيث يتواجد العديد من المنتجعات الصحية. يعتبر التبغ والشاي والحمضيات والأفوكادو من المحاصيل الرئيسية. تربية الماشية مهمة أيضا. تشمل الصناعات تعبئة الشاي ومعالجة التبغ وتعليب الفاكهة والأسماك وتكرير الزيت وبناء السفن.
تعتبر باطوم، عاصمة المنطقة، بوابة مهمة لشحن البضائع المتجهة إلى جورجيا وأذربيجان وأرمينيا غير الساحلية. يستخدم ميناء باطوم لشحن النفط من كازاخستان وتركمانستان. تتعامل مصفاة النفط الخاصة بها مع نفط بحر قزوين من أذربيجان والذي يصل عبر خط أنابيب إلى ميناء سوبسا وينقل من هناك إلى باطوم بالسكك الحديدية. عاصمة أجاريا هي مركز لبناء السفن وتصنيعها.
أجاريا هي المركز الرئيسي لصناعة السياحة الساحلية في جورجيا، حيث أزاحت مقاطعة أبخازيا منذ انفصال تلك المنطقة بحكم الواقع عن جورجيا في عام 1993.
تلعب السياحة دورًا مهمًا في الاقتصاد الأجاري. وهي سياحة ساحلية بشكل أساسي، بفضل المناخ ومتوسط درجة حرارة المياه بين 21 و 29 درجة مئوية حسب الموسم. تتبع المنتجعات الساحلية بعضها البعض على طول 54 كم من الساحل، من ساربي على الحدود التركية إلى كوبوليتي في الشمال وتوفر حوالي عشرين كيلومترًا من الشواطئ. لكن السياحة الريفية والسياحة البيئية تتطوران أيضًا في القرى الداخلية. ويُخطط لإنجاز منتجعات للتزلج على الجليد.

## التركيبة السكانية

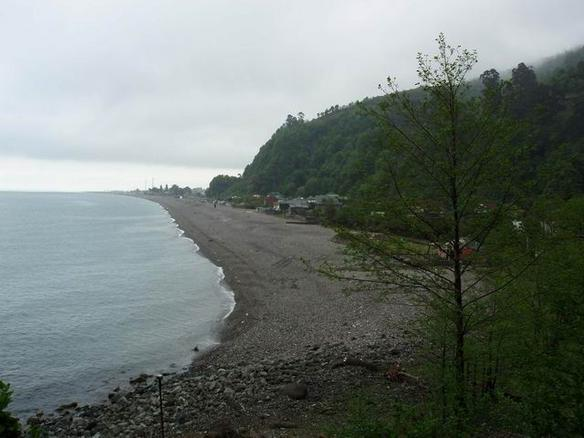
ساحل البحر الأسود بالقرب من منتجع كفارياتي.

### السكان
بلغ عدد سكان أجاريا 333,953 نسمة حسب تعداد 2014. والأجاريون (Ajars) مجموعة إثنوغرافية من الشعب الجورجي حيث يتحدثون مجموعة من اللهجات المحلية التي تعرف باللهجة الأجارية.
كان السكان الجورجيون في أجاريا يُعرفون عمومًا باسم «الجورجيون المسلمون» حتى الإحصاء السوفيتي لعام 1926 الذي أدرجهم على أنهم «أجاريون» وبلغ عددهم حينها 71 ألفًا. في وقت لاحق، صُنفوا ببساطة ضمن فئة أوسع من الجورجيين حيث لم يتناول أي تعداد رسمي سوفييتي ديانة السكان. اليوم، وصف الآجاريين بـ«المسلمين الجورجيين» سيكون خاطئًا لكون حوالي 60٪ من الآجارين يدينون بالمسيحية.
تشمل الأقليات العرقية الروس والأرمن واليونانيين البنطيين والأبخاز وغيرهم.

#### التغيير الديموغرافي من 2011 إلى 2016
| السنة | الحضر   | الريفيون | المجموع |
| 2011  | 171٬300 | 219٬300  | 390٬600 |
| 2012  | 173٬100 | 220٬600  | 393 700 |
| 2013  | 197٬400 | 196٬800  | 394٬200 |
| 2014  | 198٬700 | 197٬900  | 396٬600 |
| 2015  | 185٬000 | 149٬300  | 334٬300 |
| 2016  | 186٬700 | 150٬300  | 337 000 |

#### توزيع المجموعات العرقية الرئيسية (2014)
| مجموعة عرقية        | التعداد | التعداد |
| ------------------- | ------- | ------- |
| الجورجيون           | 320٬742 | 96,04 % |
| الأرمن              | 5٬461   | 1,64 %  |
| الروس               | 3٬679   | 1,10 %  |
| الأوكرانيون         | 793     | 0,24 %  |
| اليونانيون البنطيين | 575     | 0,17 %  |
| المجموع             | 333٬953 | 100 %   |

المدينتان الرئيسيتان هما باطوم (152839 نسمة) عاصمة جمهورية الحكم الذاتي وكوبوليتي.

### الدين
أدى انهيار الاتحاد السوفيتي وإعادة استقلال جورجيا إلى تسريع نمو المسيحية في المنطقة والتنصير وخاصة بين الشباب. كما لا تزال هناك مجتمعات سنية مسلمة في أجاريا، ولا سيما في منطقة خولو. وفقًا للإحصاء الوطني الجورجي لعام 2014، يمثل المسيحيون الأرثوذكس حوالي 60٪ من السكان، في حين يمثل المسلمون نسبة 39٪. الباقون هم من المسيحيين الأرمن (0.3٪) وآخرون (3٪).

## المهرجانات العامة التقليدية

### سليموبا
يقام سليموبا في قرية باكو ببلدية خولو في 3 يوليو ويحيي ذكرى سليم خيمشياشفيلي. يُقام خلال المهرجان حفل موسيقي بمشاركة مجموعات الهواة المحلية في معرض منتجات الحرف اليدوية الشعبية. وهي مدعومة من قبل وزارة التربية والتعليم والثقافة والرياضة في أجاريا.

### شوامتوبا
شوامتوبا («مهرجان ما بين الجبال») هو مهرجان تقليدي يقام في عطلة نهاية الأسبوع الأولى من كل شهر أغسطس في المراعي الجبلية الصيفية لبلديتي خلو وشواخيفي. يقام في شوامتوبا سباق الخيل ومعرض منتجات الحرف اليدوية الشعبية وحفل موسيقي للفرق الشعبية.

### مشخلوبا
مشخلوبا هي احتفالية تقام في النصف الثاني من شهر سبتمبر. وهو عيد تقليدي يُحتفل به في مضيق مشخيلا، بلدية خلفاشوري. يبدأ المهرجان عند معلم بندقية مشخيلا (عند نقطة التقاء نهري مشخيلا وشوروخي )، ويستمر في قرية مشاكيسبيري وينتهي في قرية زيدا تشخوتونيتي.

### كولخوبا
كولخوبا هو مهرجان اللاز القديم. يقام في نهاية أغسطس أو في بداية سبتمبر في قرية ساربي، مقاطعة خلفاشوري. تُعرض أسطورة بحارو الأرجو على خشبة المسرح خلال المهرجان.

## مناطق الجذب السياحي
مناطق الجذب السياحي الرئيسية في آجاريا هي:
- مدينة باطوم
- حديقة الرأس الأخضر النباتية (بالجورجية: მწვანე კონცხი)، قريبة جدًا من باطوم، وتضم مساحتها التي تبلغ 108 هكتارًا أكثر من ألفي نوع من النباتات من جميع أنحاء العالم، مائة وأربعة منها من أصل قوقازي؛
- قلعة غونيو الرومانية التي يعود تاريخها إلى القرن الأول (اسبارون القديمة) ؛
- قلعة البتراء.
- محمية كوبوليتي الطبيعية ؛
- منتزه متيرالا الوطني ومتنزه ماتشاخيلا الوطني.

## المطبخ
تشمل المأكولات الأجارية العديد من الأطباق النموذجية. على الساحل، تستخدم الأسماك على نطاق واسع، بينما يعتمد المطبخ الداخلي الجبلي بشكل كبير على منتجات الألبان. بعض الأطباق النموذجية:
- الخاتشابوري (بالجورجية: ხაჭაპური): خبز الجبن وهو أحد الأطباق الوطنية الجورجية ؛ يتميز البديل المتغير بشكل ممدود، على شكل قارب، ووجود بيضة في الأعلى؛
- البورانو (بالجورجية: ბორანო): جبن مذاب في الزبدة.
- التشربولي (بالجورجية: ჩირბული): وجبة فطور مصنوعة من البيض والمكسرات؛
- السينوري (بالجورجية: სინორი): مصنوع من المعكرونة والجبن القريش.

## شخصيات ملحوظة
- بلي أبو صريش [الإنجليزية] (1190-1240)، كاتب وعالم من جورجيا.
- فيودور يورتشيخين (مواليد 3 يناير 1959)، رائد فضاء.
- وفو خالفاشي [الإنجليزية] (مواليد 31 مايو 1986)، مغني جورجي.
- سليم خيمشياشفيلي (3 يونيو 1815)، باشا (وزير) للشؤون السياسية العثمانية وروسيا في 1802.
- حمد باشا خيمشياشفيلي [الإنجليزية] (توفي عام 1836)، باشا عثماني عظيم.
- حمد أباشيدزه [الإنجليزية] (1873-1941)، زعيم سياسي بارز للجورجيين المسلمين.
- صلان أباشيدزه [الإنجليزية] (مواليد 1938)، زعيم إقليمي مخلوع.
- وراب نوجيديلي [الإنجليزية] (مواليد 1964)، رئيس وزراء جورجيا [الإنجليزية] السابق (3 فبراير 2005 - 16 نوفمبر 2007).
- يفان فارشالوميدزه [الإنجليزية] (مواليد 1972)، رئيس الحكومة الأجارية، 2004-2012.

## روابط خارجية
- حكومة أجاريا
- المجلس الأعلى لأجاريا
- دائرة السياحة والمنتجعات بأجاريا
- الأراضي الجورجية: اجاريا- ملف بي بي سي
- الإسلام والممارسات الإسلامية في جورجيا
- بالصور: ثورة أجاريا المخملية 2004